# Alchemilla decumbens
Alchemilla decumbens es una especie de planta del género Alchemilla, perteneciente a la familia Rosaceae.

## Taxonomía
Alchemilla decumbens fue descrita por Robert Buser en 1894.

## Distribución
Se encuentra en el territorio de Europa central.